# Guerre polacco-ottomane

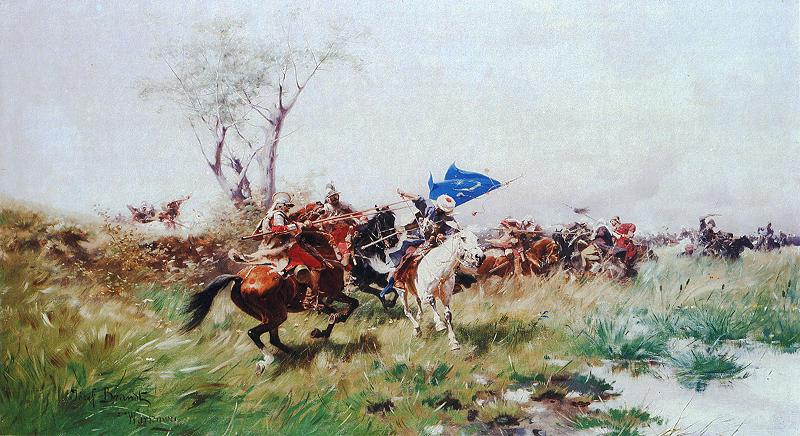
Scontro tra la cavalleria polacca e quella turca - Józef Brandt.

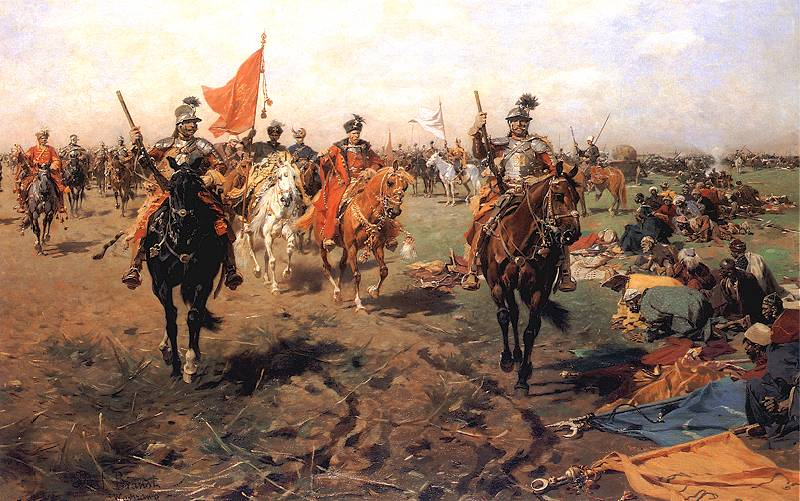
L'esercito ottomano che si arrende - Józef Brandt.

Le guerre polacco-ottomane comprendono un insieme di numerosi conflitti tra la Confederazione polacco-lituana, lo Stato europeo più esteso ed uno dei più popolosi del XVI-XVII secolo, e l'Impero ottomano. Campo di battaglia privilegiato dello scontro fu l'antico principato danubiano di Moldavia, verso il quale si erano protesi gli interessi politici del Regno di Polonia fin dal tempo degli Jagelloni.
L'avvio ufficiale delle frizioni tra la neonata Confederazione polacco-lituana e gli Ottomani furono provocate dalla fine del Regno d'Ungheria per mano del sultano Solimano il Magnifico (1520-66), già causa scatenante della lunga serie di guerre ottomano-asburgiche. Lo scontro diretto tra i polacco-lituani ed i turchi si inserì, conseguentemente, nel già ampio contesto del conflitto tra gli Asburgo e la Sublime Porta.
Durante la Lunga Guerra (1593-1606) tra l'Imperatore Rodolfo II d'Asburgo ed il sultano Murad III, il grande atamano della Corona polacca, Jan Zamoyski estese fino alla Moldavia il controllo politico-militare della Confederazione. Terminata la Lunga guerra, il successore di Zaoyski, Stanisław Żółkiewski, difese gli interessi confederati in Moldavia contro gli ottomani, fino a cadere nella Prima guerra polacco-ottomana. Mentre le razzie dei cosacchi, per parte cristiana, e dei tartari di Crimea, per parte musulmana, mantenevano la Moldavia e l'Ucraina in uno stato di guerra costante, il pupillo di Żółkiewski, Stanisław Koniecpolski, stroncava nella Seconda guerra polacco-ottomana (1633-34) il tentativo del sultano Murad IV di distruggere la Confederazione. Trent'anni dopo, quando l'atamano dei cosacchi Petro Doroshenko si alleò con il sultano Mehmed IV contro i polacco-lituani, fu il nipote di Żółkiewski, hetman Jan Sobieski, a stroncare i nemici della Confederazione nella battaglia di Podhajce (1667) prima e nella battaglia di Hotin (Terza guerra polacco-ottomana) poi. Eletto sovrano della Confederazione polacco-lituana nel 1674, Sobieski proseguì la lotta contro i turchi al fianco degli Asburgo (guerra polacco-ottomana (1683-1699) e guerra austro-turca (1683-1699)): giocò un ruolo fondamentale nella battaglia di Vienna e costrinse, con la pace di Carlowitz (1699), il sultano Mustafa II a rendere ai polacco-lituani la Podolia.
Concluse da una netta vittoria polacca, le guerre tra la Confederazione e l'Impero Ottomano avevano però irrimediabilmente consumato le risorse politico-militari dei polacco-lituani. Dopo gli allori di Sobieski, la Confederazione polacco-lituana precipitò in una fase di ristagno che aprì le porte alle disastrose Spartizioni della Polonia del XVIII secolo.

## Origini del conflitto
A partire dal 1494, il re di Polonia Jan I Olbracht iniziò i preparativi per una nuova crociata contro i turchi che prevedeva la collaborazione tra i polacchi, il marchese Giovanni I di Brandeburgo ed il voivoda Ștefan cel Mare di Moldavia. Nel corso del 1496, Giovanni Alberto riuscì faticosamente a raccogliere un'armata di 80.000 polacchi ma la sua crociata si tramutò in una contesa con i moldavi per il controllo sulla Galizia. La battaglia della Foresta di Cosmin chiuse la contesa in favore del voivoda Ștefan che risolse comunque di allearsi con il sultano Bayezid II per cautelarsi contro il potere polacco.

## La prima guerra tra la Confederazione ed i turchi: la guerra dei Magnati di Moldavia (1593-1617)

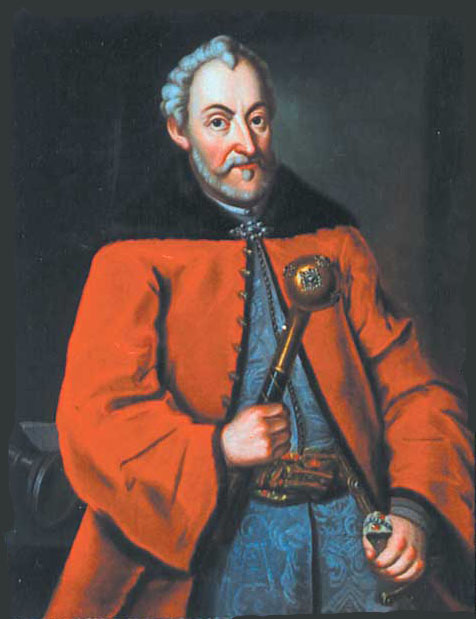
Il grande atamano Jan Zamoyski.

Nel 1593, con lo scoppio della Lunga Guerra (1593-1606) tra l'Imperatore Rodolfo II d'Asburgo ed il sultano Murad III l'Europa Orientale precipitò nel caos. Per volontà del grande atamano Jan Zamoyski la Confederazione rivolse la sua attenzione verso i Principati danubiani, tornando ad inviare truppe in Moldavia. Il voivoda filo-asburgico Ștefan Răzvan venne eliminato e sostituito con Ieremia Movilă che siglò il trattato di Cecora e si riconobbe vassallo sia della Confederazione che della Sublime porta. Poco dopo (1599-1601), Zamoyski dovette difendere Movilă dall'intraprendente voivoda di Valacchia Michele il Coraggioso.

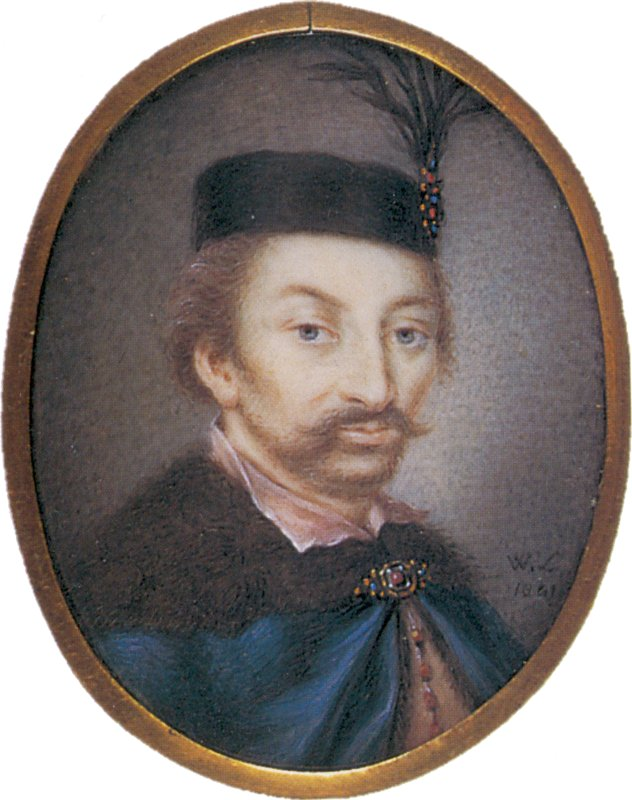
Il grande atamano Stanisław Żółkiewski.

Tra il 1607 ed il 1613 alcuni nobili polacchi intervennero in Moldavia per difendere gli interessi della famiglia Movilă mettendo la Confederazione in contrasto con i turchi, ormai liberi di focalizzarsi sulla minaccia polacca. Il nuovo grande atamano, Stanisław Żółkiewski convinse il voivoda di Moldavia Ștefan II Tomșa a chiudere la contesa ed a siglare il trattato di Hotin (1612) nel quale si impegnava a farsi mediatore tra la Confederazione e la Sublime Porta. Negli anni successivi i nuovi intrighi dei Movilă e dei polacchi loro alleati nonché la continua guerra di confine tra i Cosacchi sudditi della Confederazione e i Tartari di Crimea vassalli del sultano riaccesero il conflitto finché, con il trattato di Busza (1617), Żółkiewski congelò la situazione rinunciando a qualsiasi ingerenza polacco-lituana in Moldavia.
Nei fatti, la contesa tra polacchi e turchi continuò. 
Mentre cosacchi e tartari continuavano a rendere insicuri i reciproci confini, Żółkiewski sconfiggeva nella battaglia di Kam"janec'-Podil's'kyj (1618) le forze di Iskander Pasha Beylerbey di Bosnia. Il re polacco Sigismondo III Vasa attentò al potere del voivoda di Transilvania Gabriele Bethlen, vassallo del sultano, intervenendo a favore degli Asburgo nella guerra dei trent'anni. Infine il nuovo voivoda di Moldavia, Kaspar Graziani, già vassallo del sultano, si alleò con la Confederazione.

## Prima guerra polacco-ottomana
Il conflitto tra la Confederazione e la Sublime Porta si riaccese formalmente nel 1620. Il casus belli venne offerto dai cosacchi che diedero alle fiamme il porto di Varna, controllato dai turchi. Il giovane sultano Osman II chiuse il conflitto con i Safavidi di Persia e fece voto di radere al suolo la Confederazione. Le forze di Żółkiewski mossero verso la Moldavia ma non arrivarono in tempo per salvare il trono di Graziani.

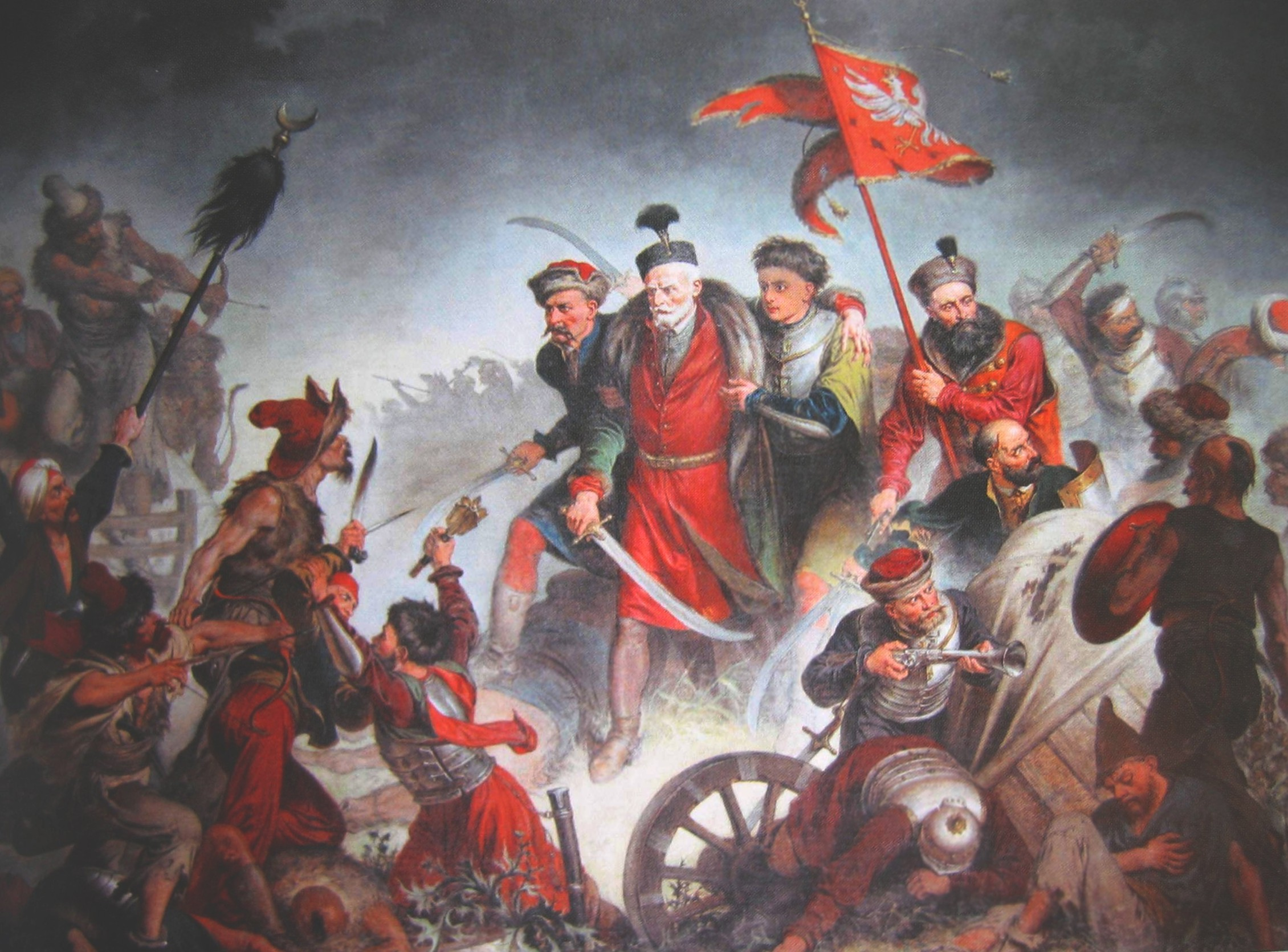
La morte del grande atamano Żółkiewski nella battaglia di Cecora.

All'inizio di settembre, Żółkiewski ed il suo protetto, hetman Stanisław Koniecpolski, radunarono 8000 uomini e mossero verso sud. Graziani fu in grado di offrire loro solo 600 uomini. Żółkiewski e Iskander Pasha, al comando di 22.000 uomini, si scontrarono nella battaglia di Cecora (1620), sul fiume Prut, che si protrasse per diversi giorni. Costretto a ritirarsi, Żółkiewski riuscì a mantenere integre le sue forze fino al confine confederato, ove i suoi uomini si dispersero divenendo facile preda delle forze ottomane. Żółkiewski restò ucciso e la sua testa venne inviata al sultano come trofeo; Koniecpolski venne fatto prigioniero.
Nel 1621 il sultano Osman guidò un'armata di oltre 100.000 uomini verso le terre della Confederazione, deciso a chiudere la contesa. I polacco-lituani affidarono la guida dell'esercito all'anziano hetman Jan Karol Chodkiewicz che attraversò il Dniester al comando di una forza di 25.000 polacchi e 20.000 cosacchi per poi trincerarsi nella rocca di Hotin, in attesa del nemico. Per un mese, dal 2 settembre al 9 ottobre, le forze della Confederazione ressero all'assalto dei turchi nell'assedio noto come battaglia di Chocim (1621). Il 24 settembre Chodkiewicz morì ed il comando passò a Stanisław Lubomirski. Il 9 ottobre, con l'arrivo delle prime bufere invernali, il sultano si convinse a desistere dall'attacco.
Nel 1622 Osman II venne assassinato da una rivolta dei Giannizzeri, scontenti per la sua conduzione degli affari di stato. Il trattato di Hotin (1622), basato sul precedente trattato di Busza, chiuse il conflitto, pacificando il confine tra la Confederazione e l'impero ottomano fino alla guerra polacco-ottomana (1633-1634).

## Seconda guerra polacco-ottomana

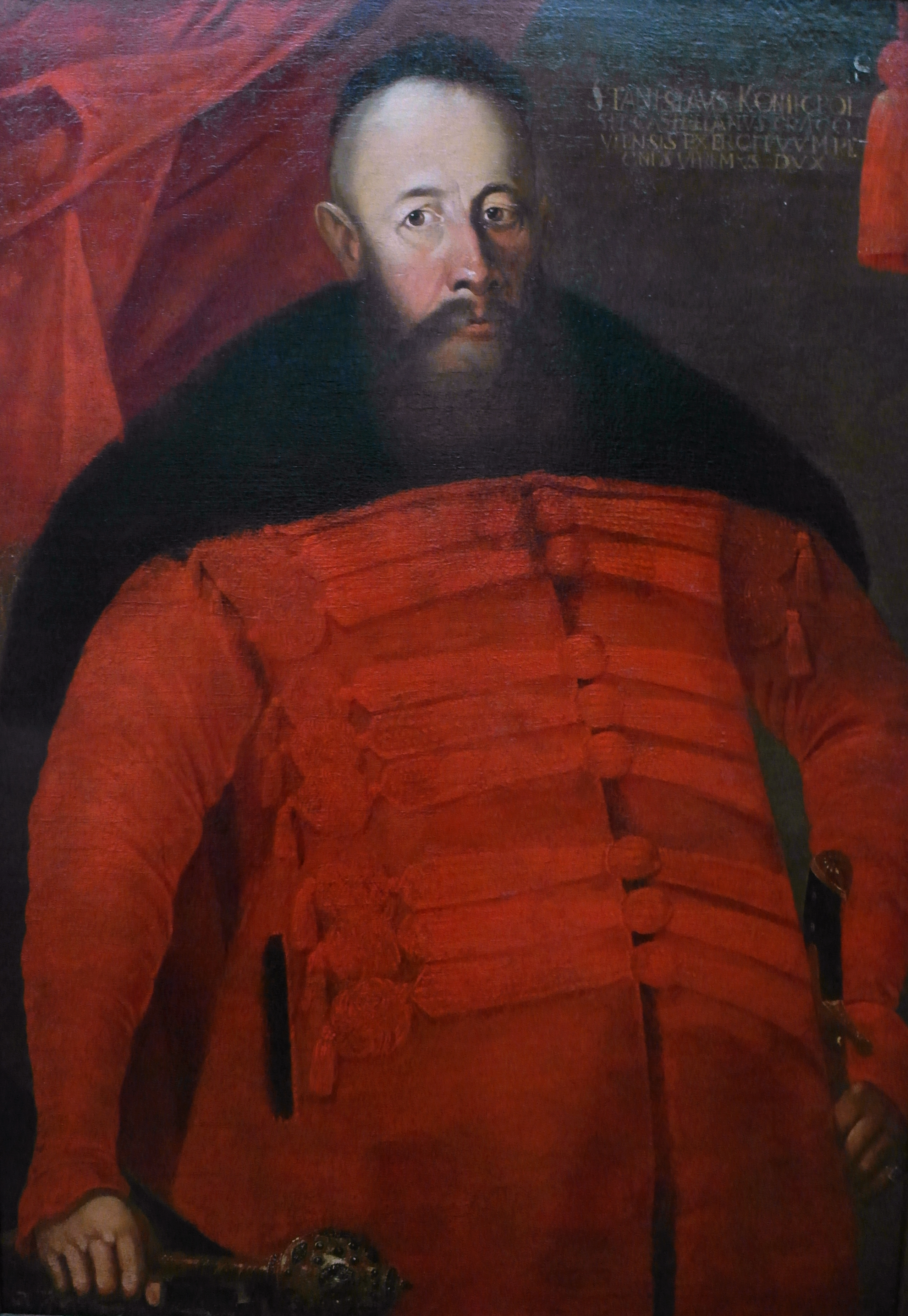
grande atamano Stanisław Koniecpolski.

La contesa tra la Confederazione polacco-lituana ed Istanbul venne riaperta da Stanisław Koniecpolski, ormai nuovo grande atamano della Confederazione.
Come rappresaglia contro una razzia dei tartari Nogai, Koniecpolski entrò in Moldavia e sconfisse nella battaglia di Sasowy Róg (1633) i Nogai, poi si portò a Kam"janec'-Podil's'kyj ove si fortificò in attesa dell'armata d'invasione del Bey di Silistra (attuale Bulgaria), Abaza Mehmed Pascià, eminenza grigia alle spalle della razzia dei Nogai.
Abazy aveva infatti organizzato l'attacco ai danni della Confederazione sperando di trovare i polacco-lituani, impegnati in una guerra con la Moscovia dello Zar Michele Romanov, impreparati. La manovra era stata però vanificata dagli alleati tartari dei turchi: se infatti i Nogai avevano accettato di attaccare la Confederazione, i tartari di Crimea avevano preferito attaccare la Moscovia, alleggerendo il peso del conflitto per i polacchi.
Abazy attaccò Koniecpolski presso Kam"janec'-Podil's'kyj ma venne pesantemente sconfitto e costretto a ritirarsi.
Nel settembre del 1634, chiuso formalmente il conflitto con i Russi grazie al trattato di Poljanovka, Koniecpolski e re Ladislao IV Vasa riunirono un'armata per sferrare un pesante attacco ai turchi. Il sultano Murad IV, intenzionato a rafforzare il confine orientale del suo impero, preferì congelare il conflitto con la Confederazione. Abazy venne deposto e giustiziato, mentre un trattato di pace chiudeva la Seconda guerra polacco-ottomana con un nulla di fatto per entrambe le parti.

## 1666: il riaccendersi delle ostilità

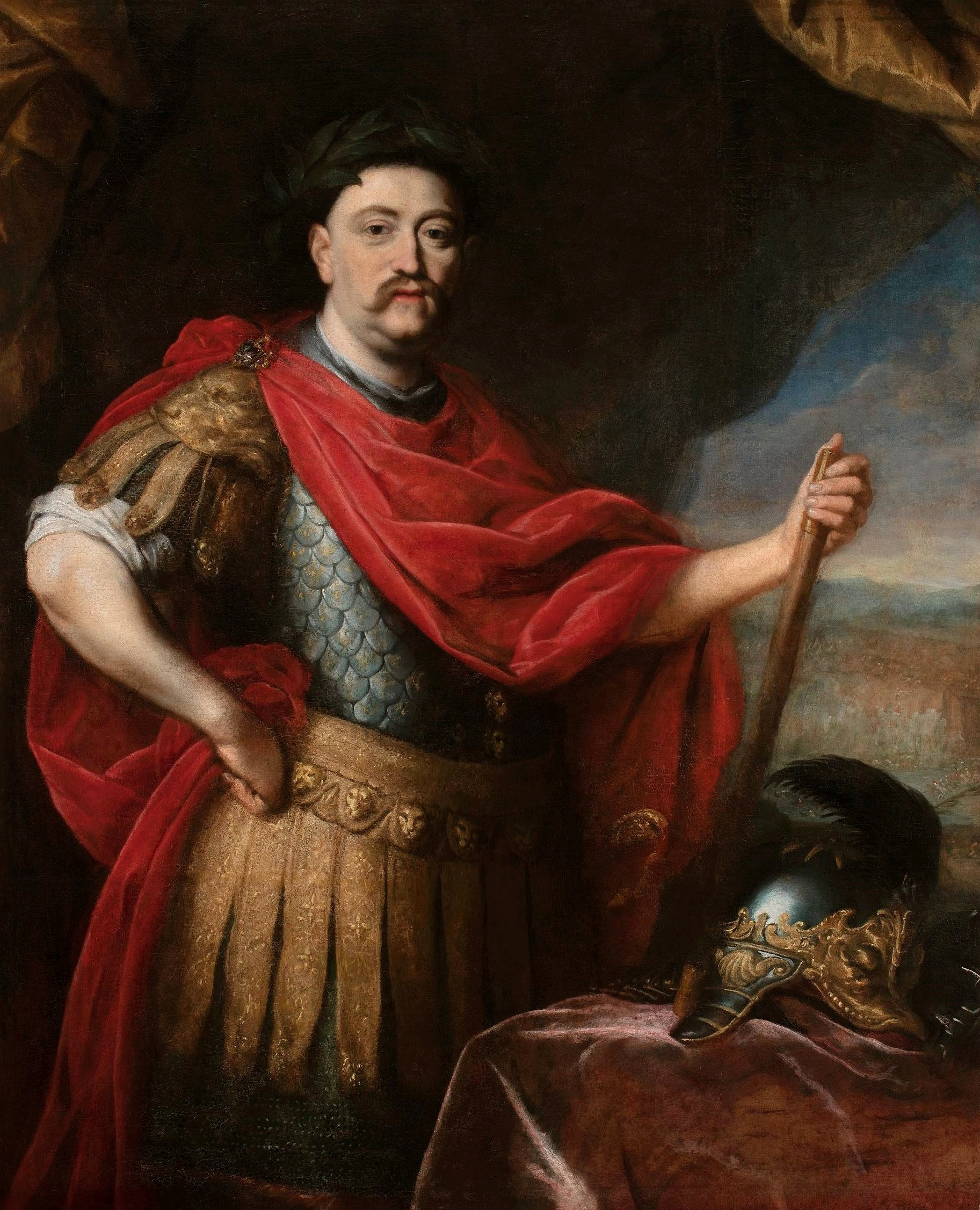
grande atamano Jan Sobieski, poi re di Polonia.

Nel trentennio successivo alla chiusura della Seconda guerra polacco-ottomana, gli interessi della Confederazione in Ucraina erano stati pesantemente minati dai nuovi conflitti con la Moscovia (guerra russo-polacca (1654-1667) e il Diluvio ) e dall'insubordinazione dei cosacchi sobillati dallo Zar manifestatasi nella rivolta di Khmelnytsky.
Nel 1666 l'atamano della Riva destra ucraina, Petro Doroshenko, si alleò con il sultano Mehmed IV e con i tartari di Crimea contro la Confederazione. L'atamano Jan Sobieski stroncò però i ribelli nella battaglia di Podhajce (1667).

## La grande guerra turca
Nel 1670 la situazione in Ucraina tornò a farsi tesa. Istanbul mise un nuovo Khan al potere in Crimea, Selim I Giray, estromettendo il filo-polacco Adil Giray. Selim e l'Atamano Petro si allearono contro la Confederazione ma vennero nuovamente sconfitti da Sobieski. Khan Selim chiese allora l'aiuto del sultano contro le forze della Confederazione, dando ad Istanbul il casus belli per l'avvio della Terza guerra polacco-ottomana. Lo stesso Doroshenko si alleò nel 1672 alle forze del sultano, entrando nel nuovo conflitto turco contro la Confederazione.
Questo nuova guerra rientrò in un conflitto di ben più ampio respiro che vide diverse potenze cristiane europee fare fronte comune contro l'Impero Ottomano, notevolmente indebolito rispetto agli splendori del XVI secolo, nel tentativo di stroncare una volta per tutte la minaccia turca sull'Europa.

### Terza guerra polacco-ottomana
Nel 1672 un esercito turco al comando del sultano Mehmed IV e del gran vizir Fazıl Ahmed Köprülü entrò in Ucraina e conquistò la fortezza di Kam"janec'-Podil's'kyj. Distratto dalla contesa politica interna, re Michele Korybut non riuscì ad inviare rinforzi così il piccolo esercito Confederato che affrontò i turchi venne sconfitto nella battaglia di Krasnobród (1672) e costretto a siglare, nel trattato di Bučač, la formale capitolazione polacco-lituana.
Nel 1673 Jan Sobieski, a capo delle forze confederate, stroncò i turchi nella battaglia di Hotin ed occupò la Moldavia. L'anno successivo, morto re Michele, gli allori militari valsero a Sobieski il titolo di re di Polonia.
Nel 1675 i turchi radunarono un nuovo esercito e mossero contro la Polonia. Sobieski riuscì a fermare l'invasione dei turchi e, dopo la battaglia di Żurawno, costrinse gli emissari del sultano a siglare il trattato di Żurawno che annullava il trattato di Bučač.

### Quarta guerra polacco-ottomana

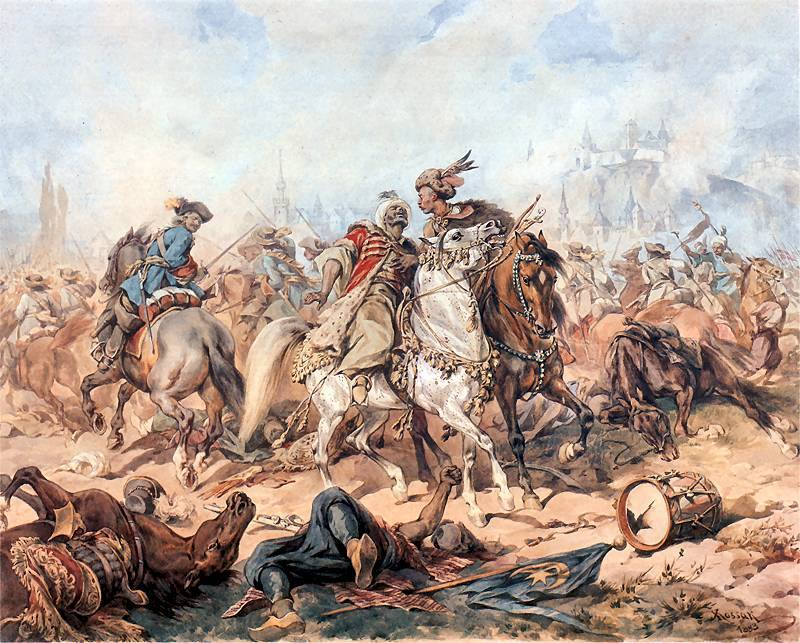
La battaglia di Parkany (Štúrovo) (1683) - Juliusz Kossak.

Dopo alcuni anni di tregua, i turchi riaprirono il loro conflitto con gli Asburgo. Kara Mustafa cinse d'assedio Vienna ma un esercito cristiano guidato da Sobieski attaccò le forze del sultano Mehmed IV e le sconfisse nella battaglia di Vienna. Sobieski, appoggiato da Carlo V di Lorena, inseguì Kara Mustafa e lo affrontò nuovamente nella battaglia di Párkány.
L'imperatore Leopoldo I, aiutato da Papa Innocenzo XI, riunì Austria, Polonia, Moscovia e Venezia nella Lega Santa per stroncare definitivamente il potere turco in Europa. Gli scontri principali del conflitto vennero sostenuti dagli austriaci (battaglia di Mohács (1687) e battaglia di Zenta (1697)) che godettero poi dei principali benefici durante la spartizione del regno d'Ungheria.
Nel 1686 e nel 1691, Sobieski condusse delle offensive in Moldavia senza mai incontrare forte resistenza, mentre i suoi generali contenevano i raid dei tartari nelle terre della Confederazione. Finalmente, nella battaglia di Podhajce (1698), i polacco-lituani al comando di hetman Feliks Kazimierz Potocki sconfissero l'armata turca inviata nelle terre confederate.
Grazie alla pace di Carlowitz (1699), firmata dal sultano Mustafa II, La Confederazione riuscì a riannettere la Podolia alla terre polacco-lituane. Si trattò dell'ultimo grande successo politico della Repubblica delle Due Nazioni, ormai intrappolata in una fase di ristagno che sarebbe maturata nelle Spartizioni della Polonia durante il XVIII secolo.

### Fonti
- Naima, M. (XVII secolo), Annals of the Turkish Empire from 1591 to 1659 of the Christian Era, ed. Fraser, C. [a cura di] (1832), Londra, v. I.

### Studi
- Herwig, W. [a cura di] (1994-2004), Österreichische Geschichte, Vienna, Ueberreuter, vv. 6-7.
- Jasienica, Paweł (1986), Rzeczpospolita Obojga Narodów : Calamitatis Regnum, Varsavia, Państwowy Instytut Wydawniczy, ISBN 83-06-01093-0.
- Kołodziejczyk, Dariusz (2000), Ottoman-Polish diplomatic relations (15th-18th century) : an annotated edition of ʻahdnames and other documents, Londra, Brill.
- Magocsi, Paul Robert (2010), A History of Ukraine : The Land and Its Peoples, ed. 2., Toronto-Bufalo-Londra, University of Toronto Press Inc., ISBN 978-1-4426-1021-7.
- Nisbet Bain, R. (2009), Slavonic Europe : A Political History of Poland and Russia from 1447 To 1796, Cambridge University Press, ISBN 1-4102-132-18 Slavonic Europe: a political history of Poland and Russia from 1447 to 1796 - Robert Nisbet Bain - Google Libri.
- Ochmanski, Jerzy (1967), Historia Litwy, Varsavia, Zakład Narodowy im. Ossolińskich.
- Panaite, Viorel (2001), Ottoman-Polish Diplomatic Relations, in Asian Studies, v. II, a. 2001.
- Peterson, Gary Dean (2007), Warrior kings of Sweden: the rise of an empire in the sixteenth and seventeenth centuries, Jefferson (NC), McFarland Warrior Kings of Sweden: The Rise of an Empire in the Sixteenth and ... - Gary Dean Peterson - Google Libri.
- Podhorodecki, Leszek (1997), Chanat Krymski i jego stosunki z Polską w XV-XVIIIw., Varsavia, Ludowa Spółdzielnia Wydawnicza, ISBN 83-05-11618-2.
- Podhorodecki, Leszek (1985), Wazowie w Polsce, Varsavia, Ludowa Spółdzielnia Wydawnicza, ISBN 83-205-3639-1.
- Podhorodecki, Leszek (1978), Stanisław Koniecpolski ok. 1592–1646, Varsavia, Wydawnictwo Ministerstwa Obrony Narodowej.
- Shaw, Stanford Jay [e] Ezel Kural (1977), History of the Ottoman Empire and Modern Turkey : volume I, The Rise and Decline of the Ottoman Empire 1280-1808, Cambridge University Press, ISBN 0-521-29163-1.
- Stoye, John (2007), The Siege of Vienna : The Last Great Trial Between Cross & Crescent, New York, Pegasus Books, ISBN 978-1-933648-63-7 The Siege of Vienna: The Last Great Trial Between Cross & Crescent - John Stoye - Google Libri.
- Treasure, Geoffrey Russell Richards (2003), The Making of Modern Europe: 1648-1780, New York, Routledge, ISBN 978-0-415-30155-8.